# Charles Ventrillon
Charles Ventrillon Horber (París, 26 de febrero de 1889 – Caracas, 1977) fue un retratista, paisajista, dibujante, fotógrafo, naturalista y docente de la Facultad de Arquitectura y de la Escuela de Biología de la Universidad Central de Venezuela, donde desempeñó su labor de enseñanza del dibujo.

## Biografía
Nace en París el 26 de febrero de 1889, en ese París donde nace a finales de siglo XIX era la sede grandes movimientos artísticos y pictóricos estaban suscitándose impresionismo, expresionismo, fauvismo, cubismo entre otros en este ambiente convulsionado y amplia transformación artística, contribuyó a influenciar y formar el carácter y la actitud artística para que años después Ventrillon se dedicase al desarrollo del dibujo y la pintura, en especial al paisajismo y al retrato
En su Francia natal dedica gran parte de su vida a la enseñanza de las artes plásticas, en este París artístico y bohemio de fines del siglo XIX se conoce que se desempeñó como profesor en la Academia Julián de París, así como uno de los decoradores del Teatro de la Opera de París
Ventrillon llega a Venezuela después de la Segunda Guerra Mundial y pronto se desempeñará como profesor de dibujo en la Escuela de Artes Plásticas de Caracas y prontamente se vinculará a la actividad docente en la Universidad Central de Venezuela primero como profesor en la Facultad de Arquitectura y donde funda el taller dibujo libre hoy denominado “Taller Chales Ventrillon”, en 1953 iniciaría su cátedra de dibujo para biólogos en la Facultad de Ciencias  donde publica un libro titulado “Dibujo para biólogos”. Años más tarde en la década de los sesenta será parte de cuerpo de profesores fundadores del Instituto de Zoología y Ecología Tropical desempeñándose como profesor de dibujo científico y posteriormente como entomólogo
En Venezuela Ventrillon es uno de los pintores extranjeros que es fascinado por la belleza del paisaje caraqueño y sus zonas aledañas el cual plasma en inmortaliza en sus obras entre las que destacan: “Cuando se dora El Avila” (1946); “La Línea” (1947); “El Anauco” (1949). Al igual que en Francia no se aleja de su tendencia hacia el retrato de sus retratos se recuerdan “Retrato de la Señora B”(1948). Como artista plástico, recibe los siguientes reconocimientos: medalla de Plata en el Salón de Artistas Franceses de París y en Venezuela Premio Arístides Rojas, Salón Oficial.
Es tal vez por esta fascinación hacia el paisaje caraqueño que inicia su actividad de colecta de animales, donde se destaca su amplia colección de chicharras (Insecta: Homoptera) las cuales se hallaban inicialmente depositadas en la colección entomológica del Museo de Biología de la Universidad Central de Venezuela (MBUCV) hoy dependencia del Instituto de Zoología y Ecología Tropical y posteriormente trasladadas al Museo del Instituto de Zoología Agrícola (MIZA) adscrito a la Universidad Central de Venezuela localizado en la ciudad de Maracay. Así en esta constante búsqueda de material biológico para ser utilizados como modelo de los estudiantes de su cátedra de dibujo durante la década de los años sesenta y comienzo de los setenta Charles Ventrillon suele viajar al Chichiriviche de la Costa en el estado Vargas donde colecta organismos marinos (peces, moluscos, crustáceos y peces) del litoral vargense los cuales se hallan también depositados en las colecciones de ictiología malacología y carcinología del MBUCV, adicionalmente al material de estas colecciones podemos decir que durante el tiempo vivido en Venezuela Ventrillon recorrió parte de la geografía venezolana donde se puede indicar los estados Distrito Capital, Miranda, Vargas, Aragua, Carabobo, Falcón, Guarico, Estado Anzoátegui y Bolívar
Este extraño artista, naturalista e incansable docente, muere en su casa de La Candelaria en Caracas en el año de 1977 a la avanzada edad de 88 años.

## Numismática
Como reconocimiento a su trayectoria Charles Ventrillon pasa ser conocido entre el público general ya que un dibujo suyo del Generalísimo Francisco de Miranda basado en un original de Georges Rouget es utilizado para que sea el diseño principal del anverso del billete de 2 bolívares fuertes de la República Bolivariana de Venezuela. Dicho dibujo se ha utilizado en las emisiones de fechas de 20 de marzo de 2007 y 19 de diciembre de 2008 de los billetes de dos Bolívares Fuertes